# Karangetang
Le Karangetang, en indonésien Gunung Karangetang, aussi appelé Api Siau, littéralement en français « feu de Siau », est un volcan d'Indonésie situé dans l'île de Siau, dans le kabupaten des îles Siau Tagulandang Biaro de la province de Sulawesi du Nord.

## Géographie
Le Karangetang est un stratovolcan s'élevant à 1 797 mètres d'altitude au pic Sud et à 1 827[réf. nécessaire] mètres d'altitude au pic Nord, ce qui en fait le point culminant de Siau.

## Histoire
La première éruption répertoriée du Karangetang s'est produite en 1675. En 1940, une de ses éruptions a tué deux personnes.
En 1976, une série d'éruptions, qui se sont poursuivies jusque dans les années 1990, a fait grandir le volcan, le faisant passer de 1 784 à 1 984 mètres d'altitude